# Chizuru Koto
Pour les articles homonymes, voir Koto (homonymie).
Chizuru Kotō (古藤 千鶴, Kotō Chizuru) est une ancienne joueuse de volley-ball japonaise née le 8 octobre 1982 à Nagayo. Elle mesure 1,71 m et jouait au poste de passeuse. Elle  a totalisé 30 sélections en équipe du Japon. Elle a mis un terme à sa carrière de volleyeuse professionnelle en juin 2019.

## Clubs
| Club              | De        | À         |
| ----------------- | --------- | --------- |
| PFU BlueCats      | 2001-2002 | 2008-2009 |
| Hisamitsu Springs | 2009-2010 | 2018-2019 |

## Palmarès

### Clubs
- V Première Ligue
  - Vainqueur : 2013, 2014, 2016, 2018, 2019.
  - Finaliste : 2012, 2015, 2017.
- Coupe de l'impératrice
  - Vainqueur : 2012, 2013, 2014, 2015, 2016.
- Tournoi de Kurowashiki
  - Vainqueur : 2013.
- Championnat AVC des clubs
  - Vainqueur : 2014.
  - Finaliste : 2015.

### Distinctions individuelles
- Championnat féminin AVC des clubs 2014: Meilleure passeuse.